# Vittaria dimorpha
Vittaria dimorpha là một loài dương xỉ trong họ Pteridaceae. Loài này được Müll. Berol. mô tả khoa học đầu tiên năm 1854.